# Pixeline Skolehjælp: Matematik – Pixeline regner den ud
Pixeline Skolehjælp: Matematik – Pixeline regner den ud  er det andet spil i Pixeline Skolehjælp serien. Spillet er fra 2005 og er udgivet af Krea Media. 
Spillet starter med at Pixeline er på besøg hos Soløens revisor Wolle, som har en vane at tælle alle ting, men hans kaffemaskine er gået i stykker, og uden kaffe kan han ikke holde styr på sine ting, så Pixeline må ud og finde dele til en ny, ved at gennemføre nogle minispil.
Opgaverne indeholder bl.a. hvor man skal finde ud af hvor mange antal der er og derefter tælle dem, og regne deres værdig ud, et sorteringsspil hvor man både skal plusse og minus lige og ulige tal, Magi med Lillebror hvor man skal tælle de antal der er, i skolegården hvor man skal plusse og minus derudover kan man tage på en bustur, hvor man skal hente skolebørn ved hjælp af regning.